# 아크라이트 공성 전차
아크라이트 공성 전차(영어: Siege Tank)는 스타크래프트 종족인 테란의 유닛이다. 군수공장에서 생산이 가능하다.

## 특징
아크라이트 공성 전차는 스타크래프트와 스타크래프트 리마스터에서만 등장하는 유닛으로 테란의 핵심 지상 유닛이다. 스타크래프트 2에서는 크루시오 공성 전차란 이름으로 불리며 스타크래프트와 스타크래프트 리마스터에선 영어인 Siege Tank를 그대로 한글로 음역한 시즈 탱크란 이름으로 불린다. 테란 지상 유닛들의 핵심으로 아크라이트 공성 전차는 테란의 지상전에서 가장 많이 쓰이며 테저전, 테프전, 테테전에서도 골고루 사용된다. 기본 탱크 모드만 해도 7로 긴 사정거리를 가지며 팩토리의 애드온 건물인 머신샵에서 시즈 모드를 업그레이드하면 12의 매우 긴 사정거리를 가지는데 이는 스타크래프트의 유닛들 중에서 가장 긴 사정거리를 가진 유닛이 된다. 시즈 모드를 하면 광역 공격까지 가지지만 아군에게도 피해를 준다는 단점이 존재한다. 생산하는데 필요한 건물은 팩토리의 애드온 건물인 머신샵으로 오직 머신샵이 애드온된 팩토리에서만 생산이 가능하다. 메카닉 테란에서는 핵심 주력으로 사용되며 바이오닉 테란에서도 마린, 메딕, 파이어뱃으로 이뤄진 바이오닉 유닛들의 보조 화력 수단으로 사용되며 바이오닛 유닛들과 메카닉 유닛들을 모두 활용하는 바카닉 테란에서도 주력 유닛으로 사용된다. 생산하는데 필요한 비용은 미네랄:150, 가스:100, 인구수 2를 소모한다. 전체 체력은 150에 1의 기본 방어력이 존재한다. 지대공 공격은 되지않기 때문에 아크라이트 공성 전차는 지대공이 되는 유닛인 마린, 골리앗, 고스트나 레이스, 발키리, 배틀크루저와 같이 공대공이 되는 공중 유닛, 미사일 터렛과 같은 지대공 방어 타워와 같이 조합해야만 한다. 영웅 유닛으론 에드문드 듀크가 존재하며 에드문드 듀크는 체력이 400에 탱크 모드 70, 시즈 모드 150의 높은 공격력과 3의 기본 방어력을 가져서 최강의 지상 유닛이 된다.

## 같이 보기
- 스타크래프트
- 테란